# Омар побеждава дракона
„Омар побеждава дракона“ (на немски: Umar besiegt einen Drachen) е миниатюра от моголски илюстрован ръкопис от периода 1557 – 1577 г.
Ръкописът е с размери 55 x 70 cm. Миниатюрата изобразява Омар, който побеждава дракон. Дело е на моголския автор Дасвант. Част е от колекцията на Музея за приложни изкуства във Виена, Австрия.